# 0144
0144 è il prefisso telefonico del distretto di Acqui Terme, appartenente al compartimento di Torino.
Il distretto comprende la parte sud-occidentale della provincia di Alessandria e alcuni comuni della provincia di Asti. Confina con i distretti di Asti (0141) a nord, di Alessandria (0131) e di Novi Ligure (0143) a est, di Genova (010) a sud-est, di Savona (019) a sud e di Alba (0173) a ovest.

## Aree locali e comuni
Il distretto di Acqui Terme comprende 37 comuni compresi in 1 area locale, nata dall'aggregazione dei 3 preesistenti settori di Acqui Terme, Bubbio e Spigno Monferrato: Acqui Terme, Alice Bel Colle, Bistagno, Bubbio (AT), Cartosio, Cassine, Castelletto d'Erro, Castelnuovo Bormida, Cavatore, Cessole (AT), Denice, Grognardo, Loazzolo (AT), Malvicino, Melazzo, Merana, Mombaldone (AT), Monastero Bormida (AT), Montechiaro d'Acqui, Morbello, Morsasco, Olmo Gentile (AT), Orsara Bormida, Ponti, Ponzone, Prasco, Ricaldone, Rivalta Bormida, Roccaverano (AT), San Giorgio Scarampi (AT), Serole (AT), Sessame (AT), Spigno Monferrato, Strevi, Terzo, Vesime (AT) e Visone .